# Amazona oratrix tresmariae
A Amazona oratrix tresmariae é uma subespécie de ave da subfamília Arinae da família Psittacidae, os papagaios da África e do Novo Mundo. Ela é endêmica das Islas Marías, na costa do Pacífico do México.

## Taxonomia
A Amazona oratrix tresmariae foi formalmente descrita em 1900 pelo naturalista americano Edward William Nelson. Ele a considerou uma subespécie do papagaio-de-cabeça-amarela (Amazona oratrix) e introduziu o nome trinomial Amazona oratrix tresmariae. Frank Gill, Pamela Rasmussen e David Donsker, na lista mantida em nome da International Ornithologists' Union, tratam a Amazona oratrix tresmariae como uma subespécie. O Handbook of the Birds of the World [en] (HBW) da BirdLife International, o The Clements Checklist of Birds of the World e o Howard and Moore Complete Checklist of the Birds of the World a mantêm como uma subespécie do papagaio-de-cabeça-amarela. Antes de 2023, a International Ornithologists' Union considerava a Amazona oratrix tresmariae como uma espécie completa, Amazona tresmariae.

## Descrição
A Amazona oratrix tresmariae tem de 35 a 38 cm de comprimento. Os sexos são iguais. Suas partes superiores são verde-grama pálido com algumas pontas de penas mais escuras e coberturas da cauda superior mais pálidas. A cabeça, o pescoço e a parte superior do peito são amarelos brilhantes e a parte inferior do peito e a barriga são verde-azuladas. A cauda é predominantemente verde com pontas verde-amareladas e vermelha na base das penas externas. A borda dianteira da asa e a área do carpo são vermelhas. Suas penas primárias e secundárias internas têm bases verdes, as secundárias externas têm bases vermelhas e todas são azuis a enegrecidas ou violeta-azuladas na extremidade. O restante de sua asa inferior é verde. A íris é laranja ou âmbar, o bico é pálido a acinzentado e as pernas e pés são cinza.

## Distribuição e habitat
A Amazona oratrix tresmariae é restrita às Islas Marías, um pequeno arquipélago a cerca de 100 km da costa de Naiarite. Ela habita principalmente as florestas, mas já foi observada empoleirada em plantações de Agave.

## Comportamento

### Alimentação
A dieta da Amazona oratrix tresmariae não foi descrita separadamente da dieta do papagaio-de-cara-amarela, que, como a maioria dos papagaios do gênero Amazona, se alimenta principalmente de sementes e frutas.

### Reprodução
A biologia de reprodução da Amazona oratrix tresmariae não foi descrita separadamente da do papagaio-de-cara-amarela. Essa espécie como um todo faz seus ninhos em cavidades de árvores. O tamanho de sua ninhada é de dois ou três ovos.

### Vocalização
No início de 2023, o xeno-canto não tinha gravações das vocalizações da Amazona oratrix tresmariae e a Biblioteca Macaulay [en] do Cornell Lab of Ornithology tinha muito poucas.

## Na avicultura
Na avicultura, uma variedade de papagaios-de-cabeça-amarela foi criada seletivamente para maximizar a coloração amarela da cabeça. Chamada de “Magna”, ela é muito parecida com a Amazona oratrix tresmariae.

## Status de conservação
A IUCN segue a taxonomia do Handbook of the Birds of the World e, portanto, não avaliou a Amazona oratrix tresmariae separadamente do papagaio-de-cabeça-amarela. A espécie como um todo está em perigo de extinção, com uma população estimada de 4.700 indivíduos maduros que, acredita-se, está diminuindo. A captura ilegal para o comércio de animais de estimação causou grande parte do declínio e a perda contínua de habitat é outra ameaça significativa. A Convenção sobre o Comércio Internacional das Espécies Silvestres Ameaçadas de Extinção (CITES) lista o papagaio-de-cabeça-amarela no Apêndice I.